# Marko Kostrenčić
Marko Kostrenčić (ur. 21 marca 1884 w Zagrzebiu, zm. 19 maja 1976 tamże) – chorwacki polityk i prawnik.

## Życiorys
Prawo studiował na uniwersytetach w Wiedniu i Zagrzebiu. W 1908 roku w Zagrzebiu uzyskał stopień naukowy doktora. W latach 1912–1955 wykładał z przerwami historię prawa chorwackiego na zagrzebskim wydziale prawa. W latach 1917–1918 i 1924–1925 był jego dziekanem. W latach 1949–1950 pełnił funkcję rektora. 
Od 1921 roku był członkiem Jugosłowiańskiej Akademii Nauki i Sztuki (JAZU). Należał również do Serbskiej Akademii Nauk i Sztuk (SANU) i Słoweńskiej Akademia Nauki i Sztuki (SAZU). W 1936 roku otrzymał tytuł doktora honoris causa praskiego Uniwersytetu Karola. Był redaktorem słownika Rječnik srednjovjekovnoga latiniteta Jugoslavije (Lexicon Latinitatis medii aevi Iugoslaviae) i Kodeksu dyplomatycznego Trójjedynego Królestwa Chorwacji, Dalmacji i Slawonii (chorw. Diplomatički zbornik Kraljevina Hrvatske, Dalmacije i Slavonije (Codex diplomaticus regni Croatiae, Dalmatiae et Slavoniae)).
W 1931 roku pełnił funkcję ministra polityki społecznej Jugosławii, a w latach 1934–1936 stał na czele banowiny sawskiej. W latach 1941–1942, w trakcie II wojny światowej, był więziony w obozie koncentracyjnym w Starej Gradišce.
Był także działaczem sportowym. Współzałożył klub HAŠK Zagrzeb. Uprawiał szermierkę i był jej trenerem.

## Wybrane publikacje
(opracowano na podstawie materiału źródłowego)
- Hrvatska pravna povijest (1919)
- Vinodolski zakon (1923)
- Postanak dalmatinskih sredovječnih gradova (1929)
- Fides publica (javna vera) u pravnoj istoriji Srba i Hrvata do kraja XV. veka (1930)
- Slobode dalmatinskih gradova po tipu trogirskom (1930)
- Nacrt historije hrvatske države i hrvatskog prava (1956)